# Hydnophlebia
Hydnophlebia is een geslacht van schimmels behorend tot de familie Meruliaceae. De typesoort is Hydnophlebia chrysorhiza.

## Soorten
Volgens Index Fungorum telt het geslacht 10 soorten (peildatum juli 2023):
| Soortnaam                   | Auteur(s)                         | Publicatiejaar |
| --------------------------- | --------------------------------- | -------------- |
| Hydnophlebia alachuana      | (Murrill) C.C. Chen & Sheng H. Wu | 2021           |
| Hydnophlebia aurantia       | C.C. Chen & Sheng H. Wu           | 2021           |
| Hydnophlebia canariensis    | Telleria, M. Dueñas & M.P. Martín | 2017           |
| Hydnophlebia chrysorhiza    | (Eaton) Parmasto                  | 1967           |
| Hydnophlebia crocata        | C.C. Chen, Sheng H. Wu & S.H. He  | 2021           |
| Hydnophlebia gorgonea       | Telleria, M. Dueñas & M.P. Martín | 2017           |
| Hydnophlebia meloi          | Telleria, M. Dueñas & M.P. Martín | 2017           |
| Hydnophlebia omnivora       | (Shear) Hjortstam & Ryvarden      | 2009           |
| Hydnophlebia sinensis       | S.H. He                           | 2020           |
| Hydnophlebia subchrysorhiza | Hai X. Ma & S.H. He               | 2020           |